# Макосєє
Макосєє (пол. Makosieje, нім. Makoscheyen, 1938–1945 Ehrenwalde) — село в Польщі, у гміні Каліново Елцького повіту Вармінсько-Мазурського воєводства.
Населення — 102 особи (2011).
У 1975-1998 роках село належало до Сувальського воєводства.

## Демографія
Демографічна структура станом на 31 березня 2011 року:
|          | Загалом | Допрацездатний вік | Працездатний вік | Постпрацездатний вік |
| -------- | ------- | ------------------ | ---------------- | -------------------- |
| Чоловіки | 52      | 13                 | 34               | 5                    |
| Жінки    | 50      | 11                 | 26               | 13                   |
| Разом    | 102     | 24                 | 60               | 18                   |